# Канадський стовп
Канадський стовп (англ. Canadian pale) — тип прапора, що складається з трьох вертикальних смуг, середня з яких охоплює половину довжини прапора. Такий підхід дозволяє залишити більше місця для показу центрального зображення. Назву запропонував доктор Джордж Стенлі, і вперше її використала Єлизавета II під час представлення нового канадського прапора 28 січня 1965 року.
Власне, цей термін повинен застосовуватися лише до канадського прапора, хоча в цілому використовується для опису й неканадських прапорів, які мають схожі пропорції.

## Галерея

Прапор Канади
Прапор Північно-західних територій, Канада
Прапор Юкону, Канада
Прапор Амхерстбургу, Онтаріо, Канада
Прапор Гамільтана, Онтаріо, Канада
Прапор Корнволла, Онтаріо, Канада
Прапор Тайваню (Проєкт, 1996)
Прапор Айови, США
Прапор Сент-Вінсент і Гренадин
Прапор Канарських островів, Іспанія
Прапор острова Норфолк, Австралія
Прапор Путраджая, Малайзія
Прапор Підкарпатського воєводства, Польща
Прапор Миргорода, Україна